# 點背磨塘鱧
點背磨塘鱧（学名：Trimma caesiura），又名紅磨塘鱧，为鰕虎科磨塘鱧屬下的一个种。